# 燕麦拟捻螺
燕麦拟捻螺（学名：Acteocina avenaria）为拟捻螺科拟捻螺属的动物。分布于澳大利亚以及中国大陆的河北等地，属于温带性种类。其多生活于潮间带中、低潮线砂质底。